# Rantasaari (ö i Norra Savolax)
Rantasaari är en ö i Finland. Den ligger i sjön Suvantojärvi och i kommunen Keitele i den ekonomiska regionen  Övre Savolax ekonomiska region  och landskapet Norra Savolax, i den centrala delen av landet, 300 km norr om huvudstaden Helsingfors. Öns största längd är 30 meter i nord-sydlig riktning.